# Vier Heemskinderen

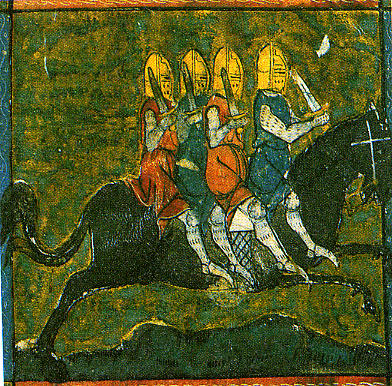
De Vier Heemskinderen in een 14e-eeuws manuscript

De Vier Heemskinderen (Frans: Les quatre fils Aymon) zijn de hoofdpersonen van de gelijknamige Frankische roman, deel van de fragmentarisch bewaarde cyclus Renaud de Monteban.

## Ontstaansgeschiedenis
Aan het verhaal werden in de loop der tijden verschillende episoden toegevoegd, totdat het uiteindelijk in de 13e eeuw in de vorm van een gedicht op schrift werd gesteld. Van het 13e-eeuwse gedicht zijn een aantal fragmenten bewaard gebleven, die gezamenlijk 2000 regels tellen. Het verhaal bleef echter bewaard doordat het rond 1490 werd herdrukt in de vorm van een roman, die eeuwenlang populair bleef.
De oudste volledig bewaarde versie van het verhaal in het Nederlands, namelijk De historie vandē vier Heemskinderē werd in 1508 te Leiden in Nederland gedrukt: “seer ghenoechlijc om te lesen”. In 2005 werd dit verhaal opnieuw uitgegeven door uitgeverij Bert Bakker met verklaring van de Middelnederlandse tekst en een nawoord door Irene Spijker.
Het volksboek Vier Heemskinderen werd in 1872 opnieuw uitgegeven door Jan Carel Matthes, die in 1875 ook Reinout van Montalbaen opnieuw uitgaf (herdrukt in 1910). In 1939 werd het gedicht opnieuw uitgegeven door Pieter Johan Jurriaan Diermanse, in 1966 door D. van Maelsaeke en in 1998 door Hessel Adema.

## Het verhaal

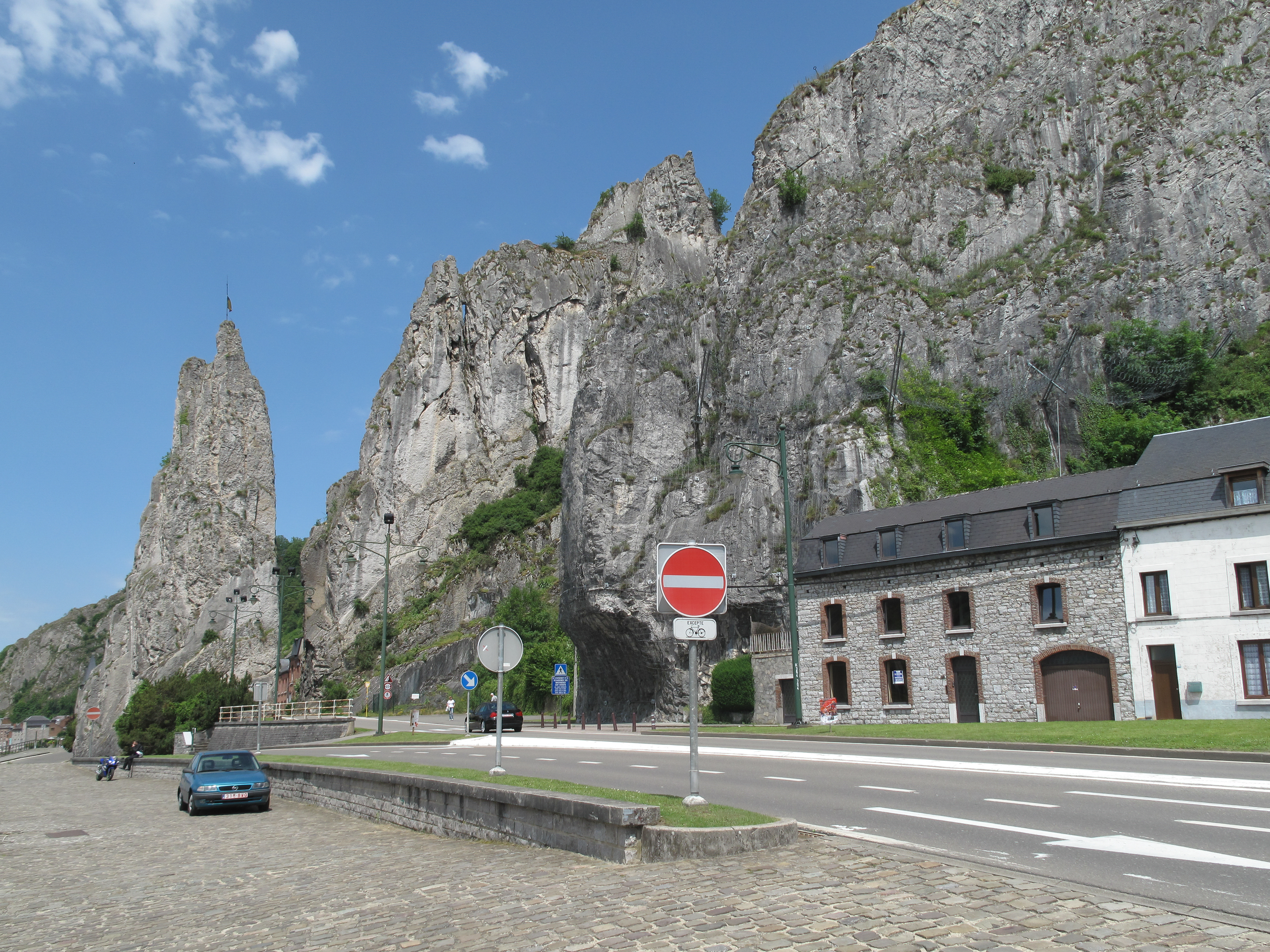
De rots Bayard in Dinant. Volgens de legende werd de rots door de hoef van het Ros Beiaard gespleten.

De trotse, strijdlustige ridder Aymon (ook Aymyn of Aymes, in het Nederlands verbasterd tot Heems), de graaf van Dordoen (of Dordogne) was een trouwe leenman van Karel de Grote. Hij was getrouwd met Aye, een zuster van Karel. Zij schonk haar echtgenoot vier zonen: Ritsaert, Writsaert, Adelaert en Reinout. Van het viertal was de jongste zoon Reinout de sterkste. De vier zonen kregen van hun vader, naar oude traditie, elk een paard als geschenk. Reinout was echter zo sterk, dat hij zijn rijdier per ongeluk doodde. Toen werd hem een tweede paard aangeboden, maar het brak reeds bij de eerste rit de lendenen.
Heer Aymon wist echter raad en bracht zijn zoon naar een burcht waarin de beruchte hengst Bayard (het Ros Beiaard) opgesloten zat, een driftig, zwart beest dat door iedereen gevreesd werd en nog nooit zijn meester gevonden had. Onverschrokken trad Reinout het briesende paard tegemoet, dat hem onmiddellijk met een fikse trap enkele meters verder gooide. Reinout wou het echter niet opgeven, en na een heroïsche strijd slaagde hij erin het wonderbare paard aan zijn wil te onderwerpen. Vanaf dan zou het Ros Beiaard ridder Reinout blindelings gehoorzamen.
Maar er ontstond een vete tussen Karel de Grote en Aymon en zijn zonen. Tijdens een partij schaak aan het hof volgde een hoogoplopende ruzie tussen Reinout en zijn neef Lodewijk, Karels zoon, waarbij de driftige Reinout in zo'n woede ontstak, dat hij alle stukken omver gooide en zijn tegenspeler een dodelijke dreun op het hoofd gaf met het zware zilveren schaakbord. Karel zwoer dat hij Lodewijk zou wreken, en hij achtervolgde de vier broers, die wegvluchtten op de rug van het Ros Beiaard en zich verborgen in het ontoegankelijke Ardense woud. Vanuit hun sterke burcht Montalbaen verdedigden de vier ridders zich tegen de aanvallende legerbenden van hun oom.
Intussen was hun vader Aymon in de handen van Karel de Grote gevallen. Karel was enkel bereid vrede te sluiten en Aymon vrij te laten, indien het Ros Beiaard aan hem werd uitgeleverd. Reinout weigerde aanvankelijk op dit voorstel in te gaan, maar zwichtte uiteindelijk toch onder de smeekbeden van zijn moeder. Omdat het paard de reputatie had onoverwinnelijk te zijn, besloot Karel het te verdrinken. Met gebroken hart en lede ogen moest Reinout lijdzaam toezien hoe het naar de rivier werd gebracht en met zware molenstenen om de nek in het water werd gegooid. Tot tweemaal toe verbrijzelde het paard met één hoefslag de stenen en zwom het terug naar de oever, waar Reinout stond te kijken. Bij een derde poging werden de stenen verzwaard, maar toch kwam het Ros Beiaard weer boven water, reikhalzend naar zijn meester, maar die kon het lijden van zijn Ros niet meer aanzien en wendde zijn hoofd af. Denkend dat zijn meester niets meer van hem wilde weten, liet het nobele dier zich verdrinken.

## Culturele invloed

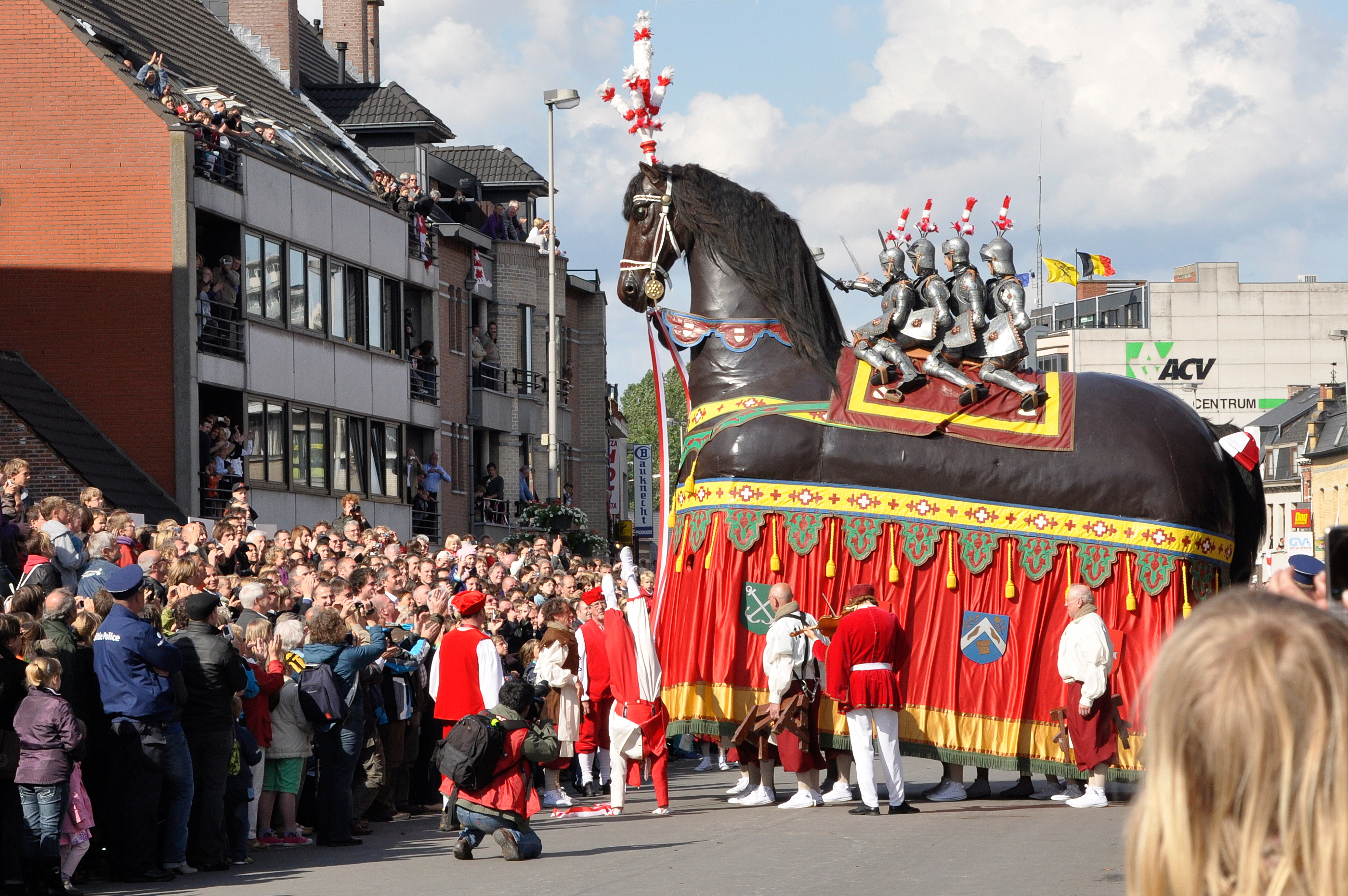
De vier Heemskinderen tijdens de ommegang in 2010 in Dendermonde

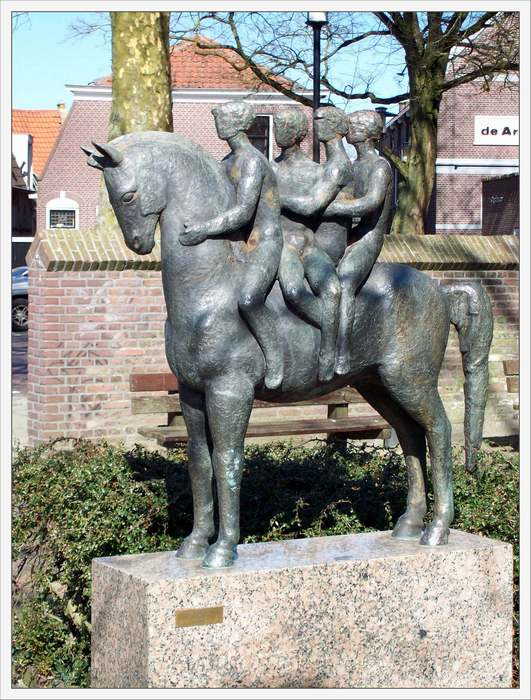
Een beeld van de vier Heemskinderen vlak naast de Grote Kerk in Nijkerk

Vooral in de Maasvallei houden vele verhalen de sage van de Vier Heemskinderen in leven. In de Franse Ardennen (onder meer in de omgeving van Monthermé en Revin) herinneren verschillende plaatsnamen nog aan de heldendaden van de Vier Heemskinderen. De rivier waarin het Ros Beiaard werd verdronken, wordt geïdentificeerd met de Maas. Bij Bogny-sur-Meuse bevinden zich vier heuvelpieken op een rij die mogelijk de inspiratie vormden voor de legende. De burcht van Montalbaen is volgens sommigen Montauban sous Buzenol, nabij Virton (niet te verwarren met Montauban in Frankrijk) waar zich inderdaad ruïnes bevinden. Maar ook het kasteel Poilvache wordt ermee in verband gebracht. Volgens de plaatselijke legende zou het Ros Beiaard de beroemde Rocher Bayard, een naaldvormige rotspunt nabij Dinant, tijdens de vlucht van de Vier Heemskinderen met één hoefslag gespleten hebben.
In Charleville-Mézières bevindt zich een mechanische reus, ingebouwd in een muur, die om het uur een tafereel uit de sage uitbeeldt in de buik van de reus en voorziet van commentaar. Dit verbindt de legende met de lokale traditie van marionetten en poppenspel.
Uit de 15e-eeuwse Bourgondische Nederlanden zijn tal van ommegangen bekend waarin het Ros Beiaard meeliep met de Vier Heemskinderen. De vroegste vermelding is uit Mechelen (1416), en later ook uit Lier (1417), Leuven (1428), Eindhoven (1437), Dendermonde (1461) en Bergen op Zoom (1484). Er ontstond een lokale variant waarbij Aymon de heer van Dendermonde was, en het Ros Beiaard niet in de Maas maar in de Schelde verdronk. De in Dendermonde geboren dichter Prudens Van Duyse ligt aan de basis van deze versie. Alleszins spelen de Vier Heemskinderen en het Ros Beiaard een grote rol in de folklore van Dendermonde. Het lied Het Ros Beiaard doet zijn ronde in de stad van Dendermonde behoorde ook in Nederland nog in de jaren 70 in de zuidelijke provincies tot het liederenrepertoire van de basisschool. 
Volgens Leo Faes kunnen alle figuren (zowel de hoofd- als bijfiguren) uit Karel ende Elegast op enigerlei wijze worden herleid tot figuren uit de Historie van de Vier Heemskinderen. Volgens hem is de christelijke ridder-tovenaar Elegast in feite de christelijke ridder-tovenaar Malegijs.
In Nijkerk, vlak naast de Grote Kerk, staat een beeld van de Vier Heemskinderen op het Ros Beyaard. 
In Geldrop zijn straten naar de Heemskinderen genoemd en staat op de Laan der vier Heemskinderen naast de Dendermondebrug over de Kleine Dommel eenzelfde soort beeld.
Omdat Ritsaert en Writsaert als straatnamen tot te veel verwarring zouden  leiden, ontbrak Writsaert in de wijk. In plaats daarvan werden twee straten genoemd naar Frankische ridders uit dezelfde traditie die een direct verband hebben met het verhaal van de Vier Heemskinderen:
Walewijn, ridder onder koning Arthur waarbij ook een schaakspel een grote rol speelt. Daarnaast Roeland van het Roelantslied die net als Reinoud zijn paard op tragische wijze verliest. Later heeft men het Writsaarthof alsnog toegevoegd aan het straatbeeld.
Langs de zuid- en oostrand van het vliegveld Deelen (Arnhem) werden direct na de oorlog vliegveldgebouwen (hangars) omgebouwd tot boerderijen. Deze boerderijen kregen de namen van de Vier Heemskinderen. Van west naar oost: de Reinouthoeve (thans Roggekamp), Ritsaerthoeve, Adelaerthoeve en Writsaerthoeve.

## Toneel
In de Tweede Wereldoorlog werd in België het stuk Les Quatre Fils Aymon tot toneelstuk bewerkt, het mocht echter van de Duitse bezetters niet opgevoerd worden. Het werd in het ondergrondse circuit een groot succes.